# Vianen (Noord-Brabant)

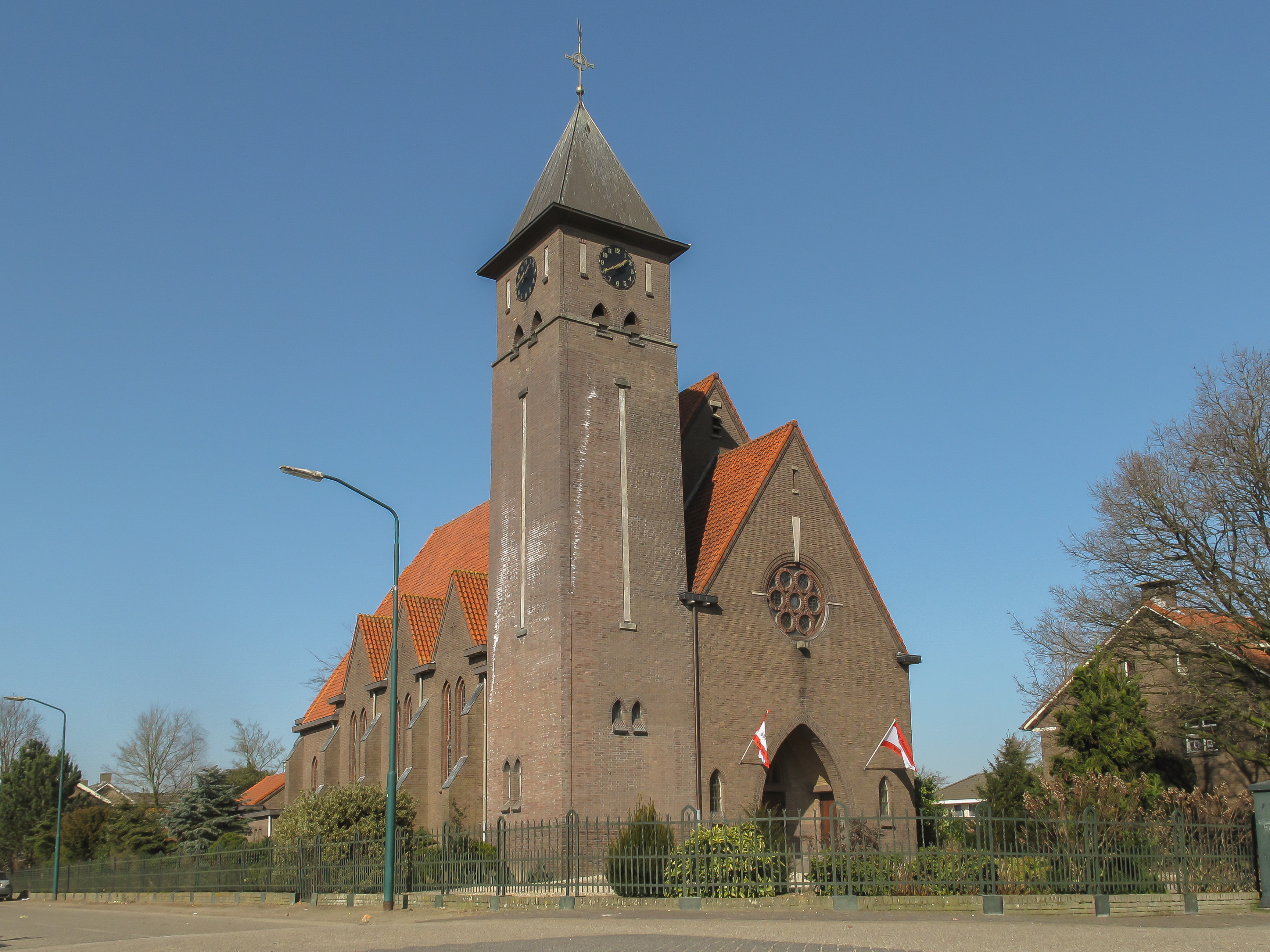
Antonius van Paduakerk

Vianen is een dorp in de gemeente Land van Cuijk, in de Nederlandse provincie Noord-Brabant. Op 1 januari 2023 telde het dorp 1.270 inwoners, verdeeld over 503 woningen, met een gemiddelde WOZ-waarde van € 410.000, op een oppervlakte van 2,61 km².
Het dorp ligt iets ten westen van Cuijk, aan de andere kant van de A73, en ten zuidoosten van het dorp Beers.

## Toponymie
Het dorp dat sedert 1770 op de heide werd gebouwd bestond aanvankelijk uit een groepje armelijke hutjes. Aanvankelijk werd het dorp in de volksmond Fianen genoemd, naar de - toen Zuid-Hollandse - plaats Vianen, die een slechte naam van vrijplaats voor bankroete lieden had verworven.

## Geschiedenis
Het dorp Vianen is ontstaan vanuit ontwikkelingen die vanaf 1770 plaatsvonden, toen arme ingezetenen van Cuijk toestemming kregen om stukken woeste heidegrond voor akkerbouw te gaan ontginnen. Omstreeks 1800 was er voor het eerst sprake van een dorp. Later werden de arme bedoeninkjes meermalen als illegaal bestempeld. Omstreeks 1836 vond legalisering plaats. In 1840 werd een overeenkomst met Cuijk aangegaan voor onderhoud van wegen en oppervlaktewateren. In 1867 kwamen een school die op een gegeven ogenblik werd opgeheven en een onderwijzerswoning tot stand.
Een nieuwe, gemeentelijke school werd in 1928 gesticht. Toen in 1930 een eigen parochie tot stand kwam, werd de school aan die parochie overgedragen. Voordien behoorde Vianen tot de Sint-Martinusparochie te Cuijk. Vianen telde toen 600 inwoners. De bakstenen parochiekerk, gewijd aan de Heilige Antonius van Padua, werd ingewijd in 1932.
Het Vianense schuttersgilde Sint-Sebastiaan stamt uit omstreeks 1500 en is dus veel ouder dan het dorp Vianen. Dit gilde was vanouds verbonden met de nabijgelegen buurtschap Heeswijk. Pas in 1948 werd het Sint-Sebastianusgilde Cuijk-Vianen, en later werd het helemaal Vianens.
Gedurende de tweede helft van de 20e eeuw werd tussen Vianen en Cuijk een autoweg aangelegd en groeide het Cuijkse bedrijventerrein in de richting van Vianen. Het dorp groeide uit, mede door de werkgelegenheid in de Cuijkse bedrijven.
In 2018 is de Sint-Antonius van Paduakerk uit financiële noodzaak aan de eredienst onttrokken. Het gebouw met de status gemeentelijk monument werd van binnen verbouwd en kreeg een nieuwe bestemming als bedrijfslocatie.

## Natuur en landschap
Vianen wordt omringd door landbouwgebied. Ten noorden van het dorp heeft ooit de Maas gestroomd, getuige de randen van een Maasterras aldaar.

## Verenigingen
| Sport         | Faciliteiten          | Vereniging     |
| ------------- | --------------------- | -------------- |
| Jeu de boules | 12 jeu-de-boulesbanen | T.C. Fair Play |
| Tennis        | 3 kunstgrasbanen      | T.C. Fair Play |
| Tennis        | 1 minibaan            | T.C. Fair Play |

- Schutterij Sint Sebastianusgilde
- Tennisclub en Jeu de boules vereniging Fair Play (opgericht in 1981)
- Tourwielerclub Vianen
- Voetbalvereniging Vianen Vooruit (opgericht in 1932)
- Vrouwenvereniging Actieve Vrouwen Vianen Cuijk

## Nabijgelegen kernen
Cuijk, Beers, Haps